# Бетеря (приток Узяна)
Бетеря (баш. Бетерә, от диал. баш. бикерә/битерә — «ёрш») — река в России, протекает по Бурзянскому и Баймакскому районам Республики Башкортостан.

## Описание
Устье реки находится в 7,1 км по левому берегу реки Узян на высоте 321,1 метров над уровнем моря. Длина реки составляет 71 км, площадь водосборного бассейна 455 км².
На реке стоят деревни Бетеря и Новоусманово.
Основные именованные притоки (от истока к устью): Карабля, Карнайелга, Атсыккан, Куръелга, Каянчир, Аксабаткан, Табий, Тупяргас (справа в 51 км от устья), Карагасъелга, Камышлак, Уна, Асибар, Кайрат, Саптарульган, Каркабар, Бзаубаш, Бляуелга, Турыелга (справа в 28 км от устья), Кутан, Тугаш, Бузарган.

## Данные водного реестра
По данным государственного водного реестра России относится к Камскому бассейновому округу, водохозяйственный участок реки — Белая от водомерного поста Арский Камень до Юмагузинского гидроузла, речной подбассейн реки — Белая. Речной бассейн реки — Кама.
По данным геоинформационной системы водохозяйственного районирования территории РФ, подготовленной Федеральным агентством водных ресурсов:
- Код водного объекта в государственном водном реестре — 10010200212111100017416

## Этимология
Русско-башкирский словарь водных объектов Республики Башкортостан этимологизирует Бетерә из диал. бикерә/битерә `ёрш`.
З. Г. Аминев в специальной статье о гидрониме Бетеря пишет, что на территории исторической Башкирии имеется ряд древних топонимов, которые из современного башкирского или иного тюркского языка кипчакской группы объяснить невозможно, и этимологизировать их можно только через чувашский язык. Например, несколько маленьких горных рек в Баймакском районе РБ носят название Бетеря (Бетер). В чувашском языке он означает: 1. название маленькой большеголовой и большебрюхой рыбки; 2. вьюн; 3. маленькую юркую покрытую слизью без чешуи рыбу, пескарь.